# Octopus’s Garden
Octopus’s Garden (с англ. — «Сад осьминога») — песня группы The Beatles из альбома Abbey Road, написанная Ринго Старром в 1969 году. Джордж Харрисон работал над песней вместе с Ринго. Он говорил: «Заметьте, Octopus’s Garden — только лишь вторая песня Ринго, и она прекрасна!»

## Идея
Идея для написания песни пришла, когда Ринго Старр был на Сардинии, на лодке, принадлежащей комику Питеру Селлерсу. Он заказал рыбу с жареным картофелем на обед, но вместо рыбы он получил кальмара (это был первый раз, когда Ринго ел кальмара). При этом капитан лодки рассказал Старру о том, что осьминоги ползают по дну моря, подбирают камни и сверкающие предметы и строят из них сады.

## Запись песни
Существует первоначальный вариант песни, записанный 6, 23 и 26 января 1969 года во время сессии рабочего альбома Get Back.
Запись песни началась 26 апреля 1969 года. Использовали две электрогитары (Харрисон и Леннон), бас-гитару (Маккартни) и барабаны (Старр). Основной вокал принадлежит Старру. Во время гитарного соло, бэк-вокал Маккартни и Харрисона был пропущен через компрессор и лимитер, для создания булькающего эффекта. По просьбе Ринго, Харрисон добавил звук пузырьков, дуя через соломинку в стакан с молоком.

## Участники записи
- Ринго Старр — дважды записанный вокал, барабаны, звуковые эффекты
- Джордж Харрисон — бэк-вокал, соло-гитара
- Пол Маккартни — бэк-вокал, бас-гитара, фортепьяно
- Джон Леннон — ритм-гитара

## Книга по песне
В 2013 году Старр выпустил одноимённую детскую книжку с картинками на основе текста песни; автором иллюстраций стал Бен Курт. К книге прилагался CD с ранее не издававшейся версией песни, а также прочтением Старром текста.